# Vrijheidsboom

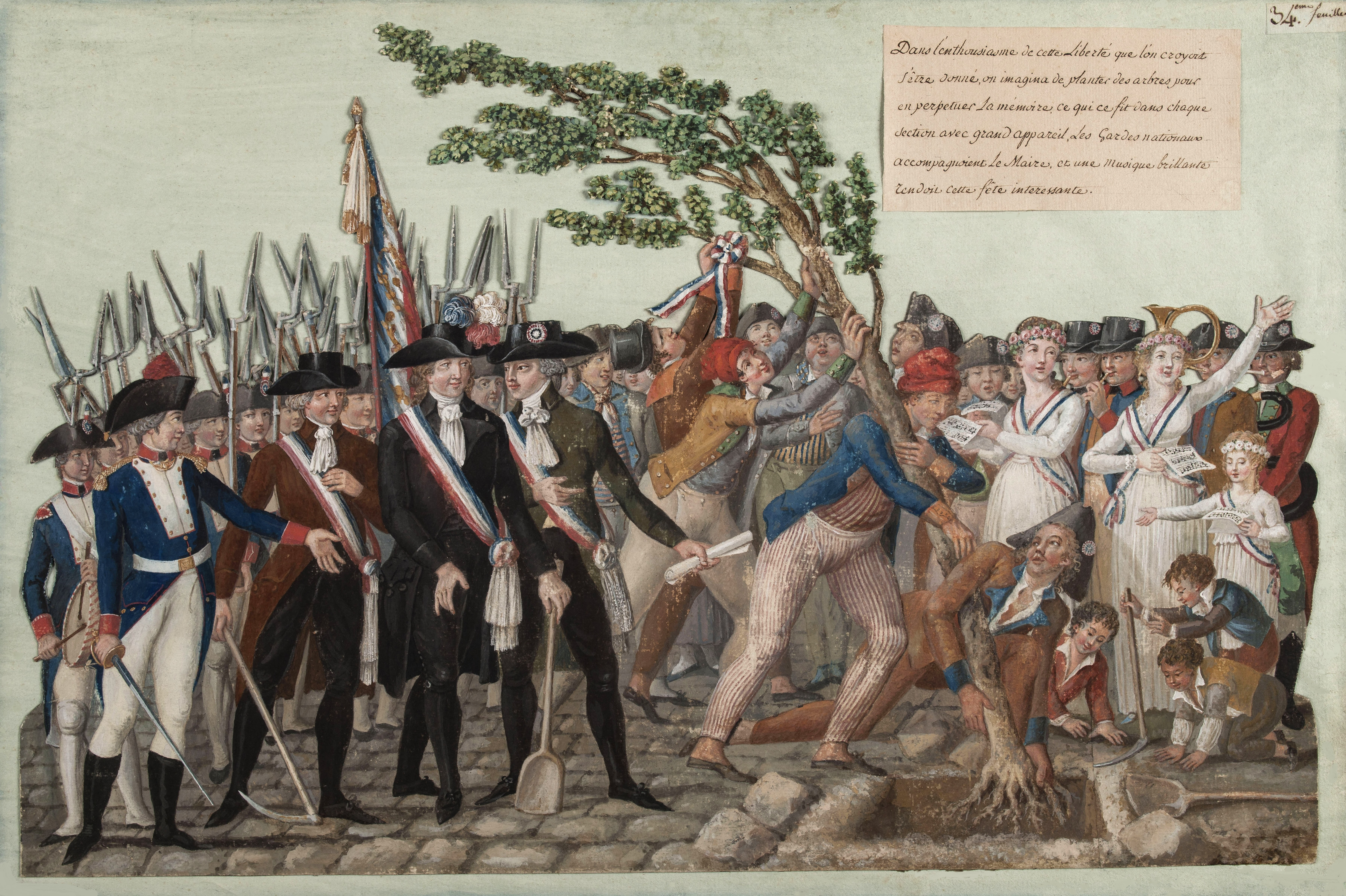
Een vrijheidsboom wordt geplant in Frankrijk, 1790

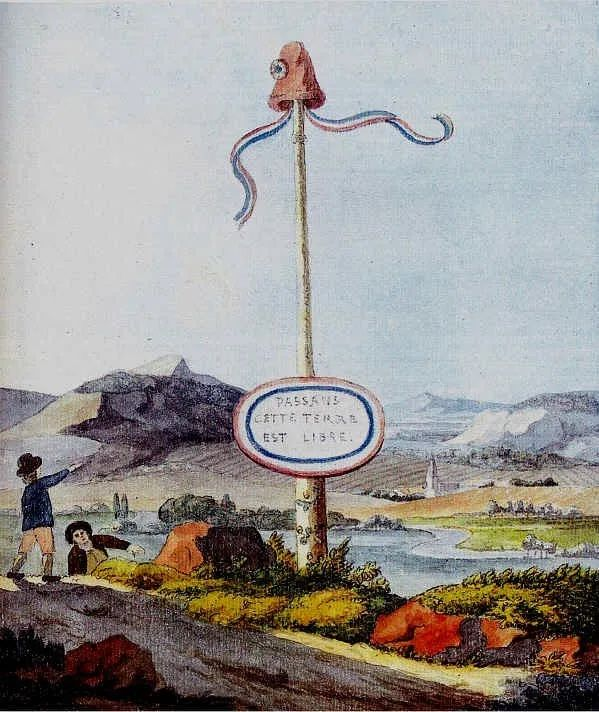
Deze aquarel van Goethe toont een vrijheidsboom met Frygische muts aan de grens van de Republiek Mainz, een Duitse revolutionaire republiek naar Frans model die maar enkele maanden in 1793 bestond

Een vrijheidsboom of vrijheidspaal is een boom of houten paal die symbool staat voor vrijheid en democratie. De vrijheidsboom was een veelgebruikt symbool van de vernieuwde maatschappij die bewerkstelligd werd door de Franse Revolutie. Ook stond het symbool voor vergelijkbare omwentelingen in andere landen, zoals de Bataafse Republiek in Nederland.

## Geschiedenis
De vrijheidsbomen van de Franse Revolutie werden tijdens een ceremonie in het midden van het centrale plein van een plaats geplant of geplaatst. Vervolgens werd er feestelijk omheen gedanst. Bovenaan de vrijheidsboom hing meestal een vaandel, vaak rood. Soms werd ook een Frygische muts van de paal gehangen als vrijheidssymbool. De vrijheidsbomen werden gedecoreerd met vlaggen, bloemen, linten, lichtjes en allerlei andere versierselen. Ze werden vereerd en dienden als een verzamelpunt en een soort altaar voor de revolutionaire beweging. Ze werden wettelijk beschermd; tijdens de laatste fase van de Terreur kon vernieling van een vrijheidsboom zelfs veroordeling tot de guillotine betekenen. Desondanks werden veel bomen neergehaald door antirevolutionairen, vooral na de val van Robespierre en de antiradicale reactie die hierop volgde.
De oorspronkelijke vrijheidsboom was de Liberty Tree in Boston, een iep die in 1765 een verzamelpunt werd voor tegenstanders van het Britse koloniale bestuur, in de aanloop naar de Amerikaanse Revolutie. In navolging werden ook in een aantal andere plaatsen in de Dertien Koloniën vrijheidsbomen of -palen geplaatst als protest tegen de Britse overheid. Gedurende de jaren 1760 en 1770 plantte de geheime anti-Britse organisatie Sons of Liberty ("zonen van de vrijheid") regelmatig vrijheidsbomen in New York. In 1770 kwam het tot een handgemeen met dodelijke afloop tussen Britse soldaten en kolonisten in New York nadat de Britten een vrijheidsboom hadden neergezaagd. De vrijheidsbomen werden in de daaropvolgende jaren herhaaldelijk opgericht door de Sons of Liberty en weer neergezaagd door de Britse autoriteiten, tot de kolonisten in 1775 de macht overnamen in New York.
Geïnspireerd door de Liberty Tree in Boston werd in 1790 – een jaar na het uitbreken van de Franse Revolutie – de eerste vrijheidsboom in Frankrijk geplant door de pastor van Saint-Gaudent, een dorpje nabij Civray in Vienne. In 1792 stonden er zo'n 60.000 vrijheidsbomen door heel Frankrijk. Alleen al in Parijs stonden 2.000 vrijheidsbomen, waaronder een die onder toezicht van koning Lodewijk XVI werd geplant in de Tuilerieën. Na de val van Napoleon en de Restauratie in Frankrijk werden de bomen op bevel van de koning uit de steden verwijderd, hoewel ze nog wel in veel dorpen bleven staan. Tijdens de Februarirevolutie van 1848 werden opnieuw veel vrijheidsbomen geplant.
In enkele plaatsen staat tot op de dag van vandaag een vrijheidsboom, zoals de vrijheidsboom van Bayeux. Ook worden nog steeds nieuwe vrijheidsbomen geplant. In 1990 bijvoorbeeld werd voor het Rijksdaggebouw in Berlijn een "vrijheidslinde" geplant als symbool van de vreedzaam verlopen Duitse hereniging.

### Nederland

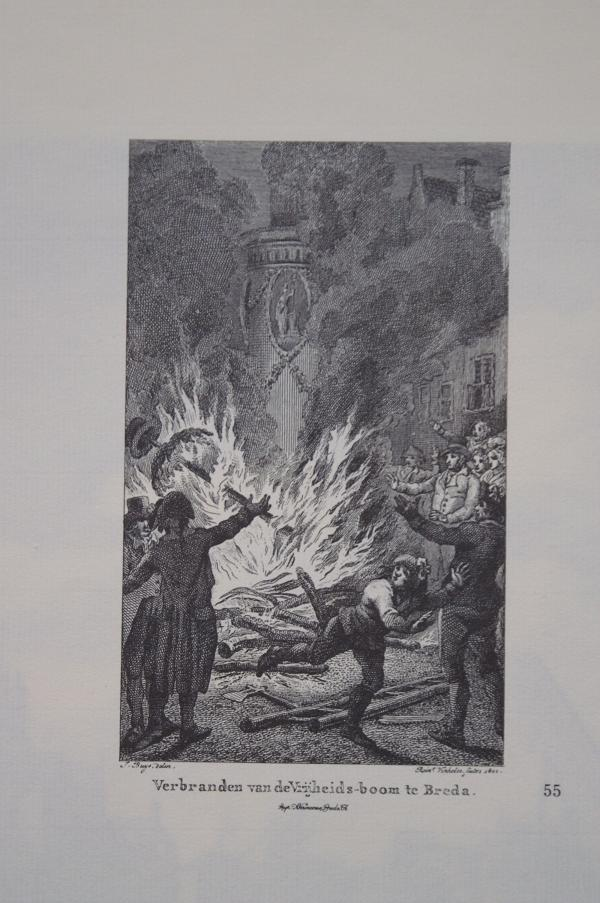
Het verbranden van de vrijheidsboom in Breda, 1793

In Nederland werden op veel plaatsen vrijheidsbomen geplant door de Patriotten na het uitroepen van de Bataafse Republiek in 1795. Op 4 maart bijvoorbeeld werd een vrijheidsboom geplant op de Dam, voor het stadhuis. Een takje van deze boom wordt nog in het Rijksmuseum bewaard. In plaatsen die door de Fransen bezet werden en later weer in geallieerde handen kwamen werd de vrijheidsboom neergehakt en vervangen door een oranjeboom als symbool van het Huis Oranje-Nassau. Breda bijvoorbeeld werd in februari en april 1793 door Franse troepen bezet. Na de Franse terugtrekking werd de vrijheidsboom op de Grote Markt van Breda omgehaald en werd een als vrijheidsboom opgetuigde galg verbrand. Vervolgens dansten de Bredanaars rond een oranjeboom. De enige vrijheidsboom in Nederland uit de Franse tijd die (anno 2009) is overgebleven, staat in Oisterwijk.
Ook na de bevrijding in 1945 werden in Nederland veel vrijheidsbomen geplant.

### België
In het Waasland werden verschillende vrijheidsbomen geplant als aandenken aan de Boerenkrijg, maar deze overleefden over het algemeen niet. Een aantal van de rond 1798 aangeplante vrijheidsboven werden opnieuw aangeplant, zoals die in Sint-Gillis-Waas en die in Sint-Pauwels.
In België werden veel vrijheidsbomen geplant na de Belgische Revolutie in 1830 om de onafhankelijkheid van België te vieren, vaak met een Belgische driekleur in de top. Sommige van deze bomen overleefden tot op de dag van vandaag, zoals de vrijheidsbomen in Beervelde, Bierbeek, Dentergem, Eke, Lille, Morkhoven, Sint-Agatha-Rode en Wannegem. Andere werden vervangen door nieuwe exemplaren, zoals de vrijheidsbomen in Moerzeke, Nokere en Tervuren.
Na de Eerste Wereldoorlog werden in België opnieuw een aantal vrijheidsbomen geplant, zoals die in 's Gravenvoeren (1919) en die in Sint-Margriete (1920). Het merendeel van de bomen die na WOI werden geplant, worden evenwel 'vredesboom' genoemd.
Sommige vrijheidsbomen in België werden geplant om een jubileum te vieren, zoals het 100-jarig jubileum van Zelzate, of naar aanleiding van het 175-jarig bestaan van België (bijvoorbeeld in Maarke-Kerkem).

## Afbeeldingen

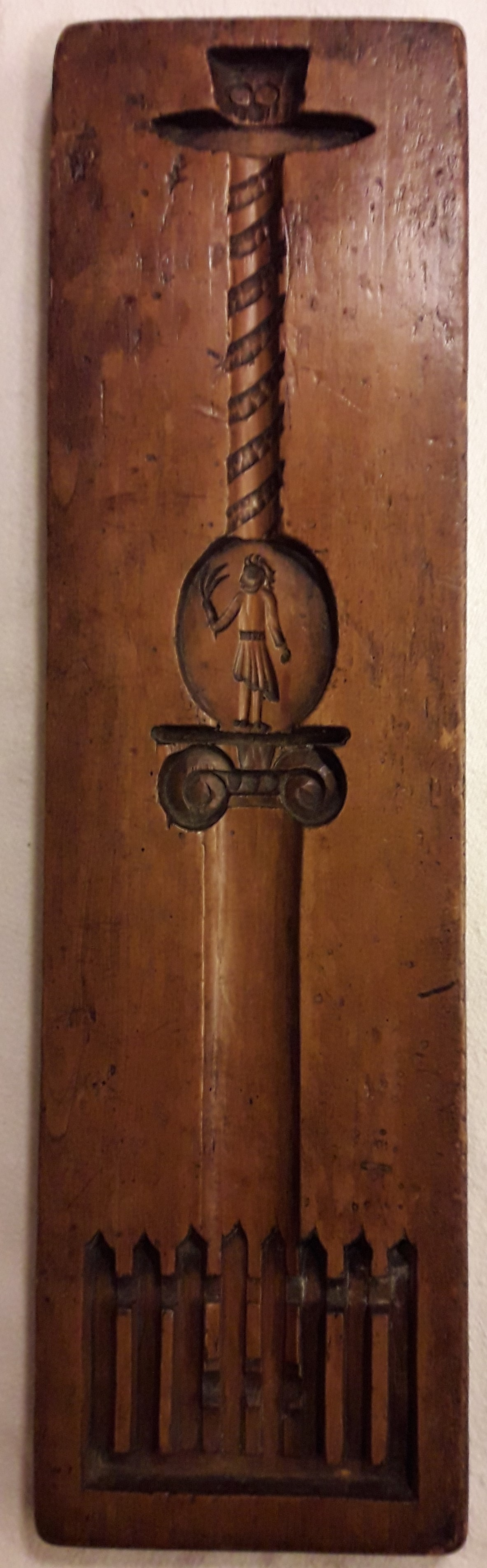
Koekplank met vrijheidspaal uit de Franse Tijd
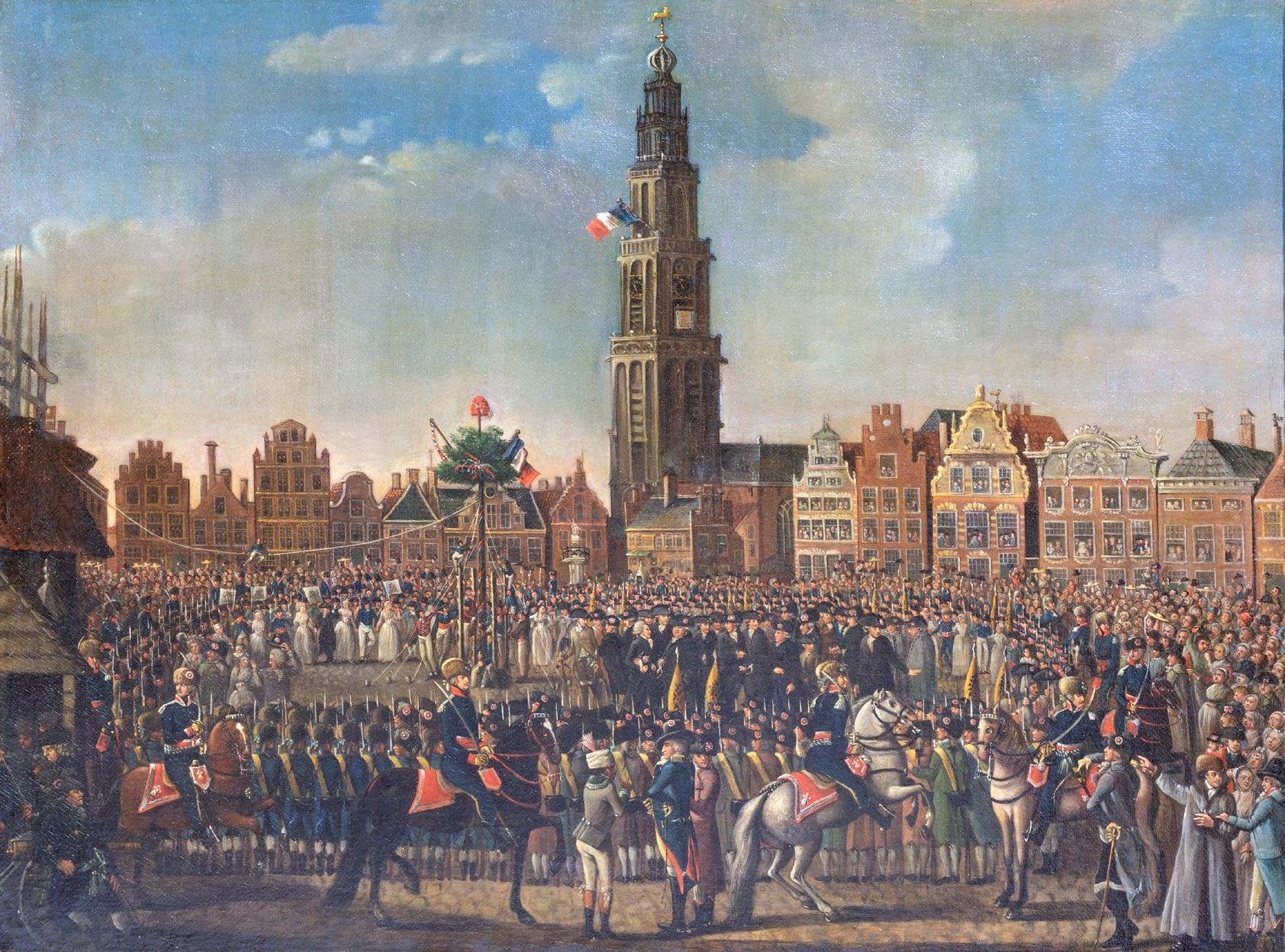
Vrijheidsboom op de Grote Markt in Groningen nadat Franse revolutionaire troepen in 1795 Nederland binnentrokken
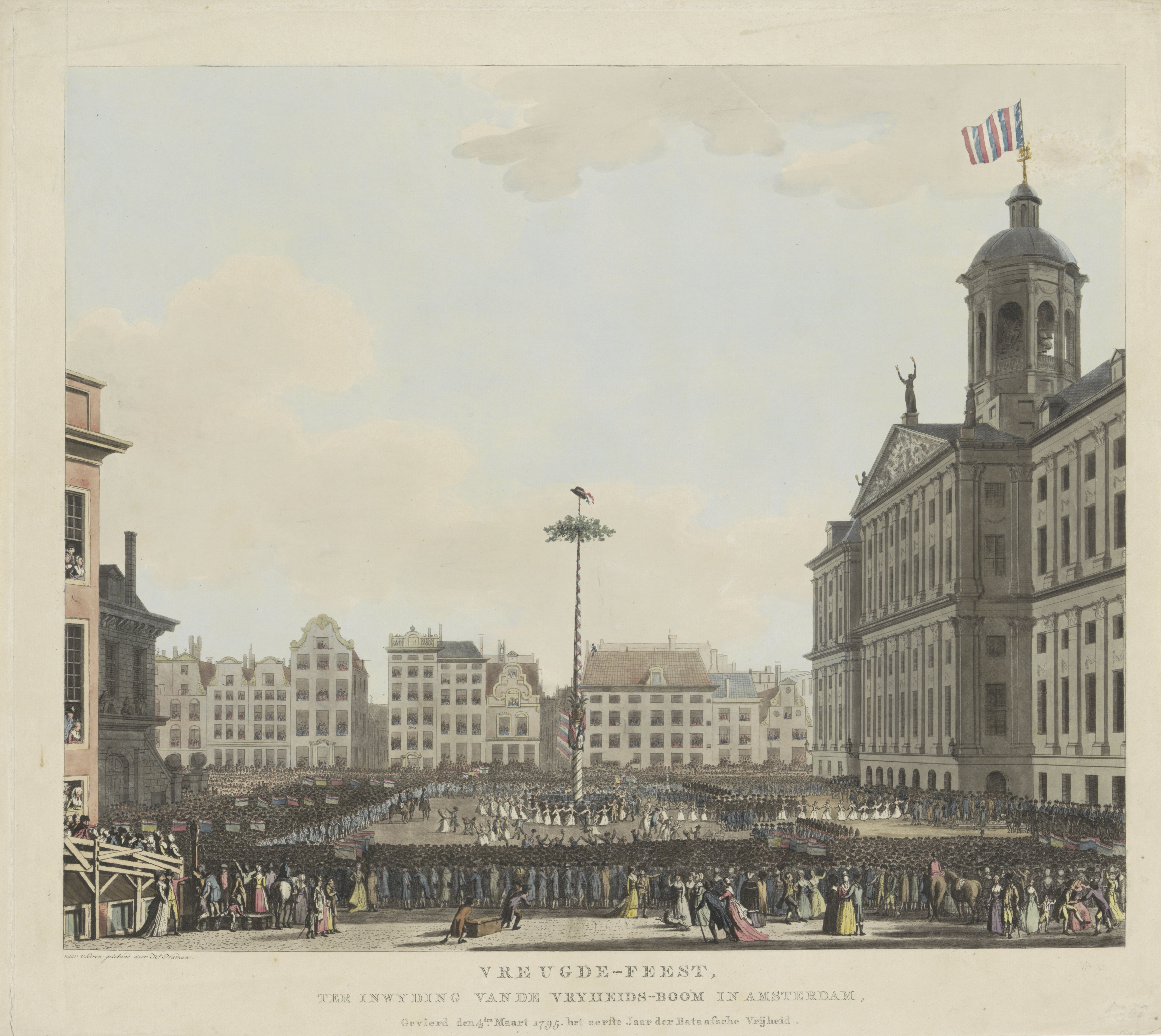
Een vrijheidsboom op de Dam in Amsterdam na de Bataafse omwenteling in 1795
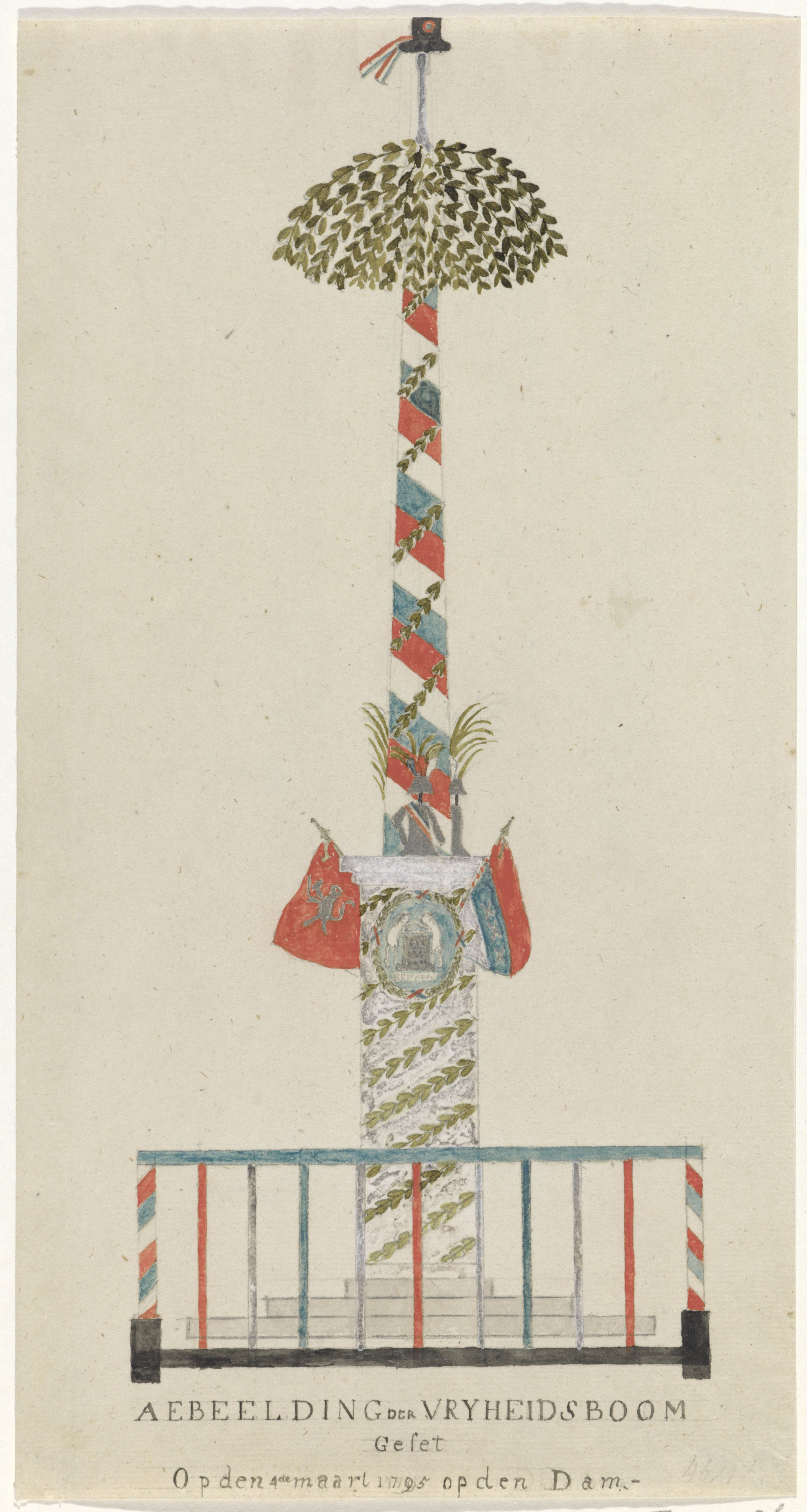
Vrijheidsboom ingewijd op de Dam te Amsterdam, 4 maart 1795
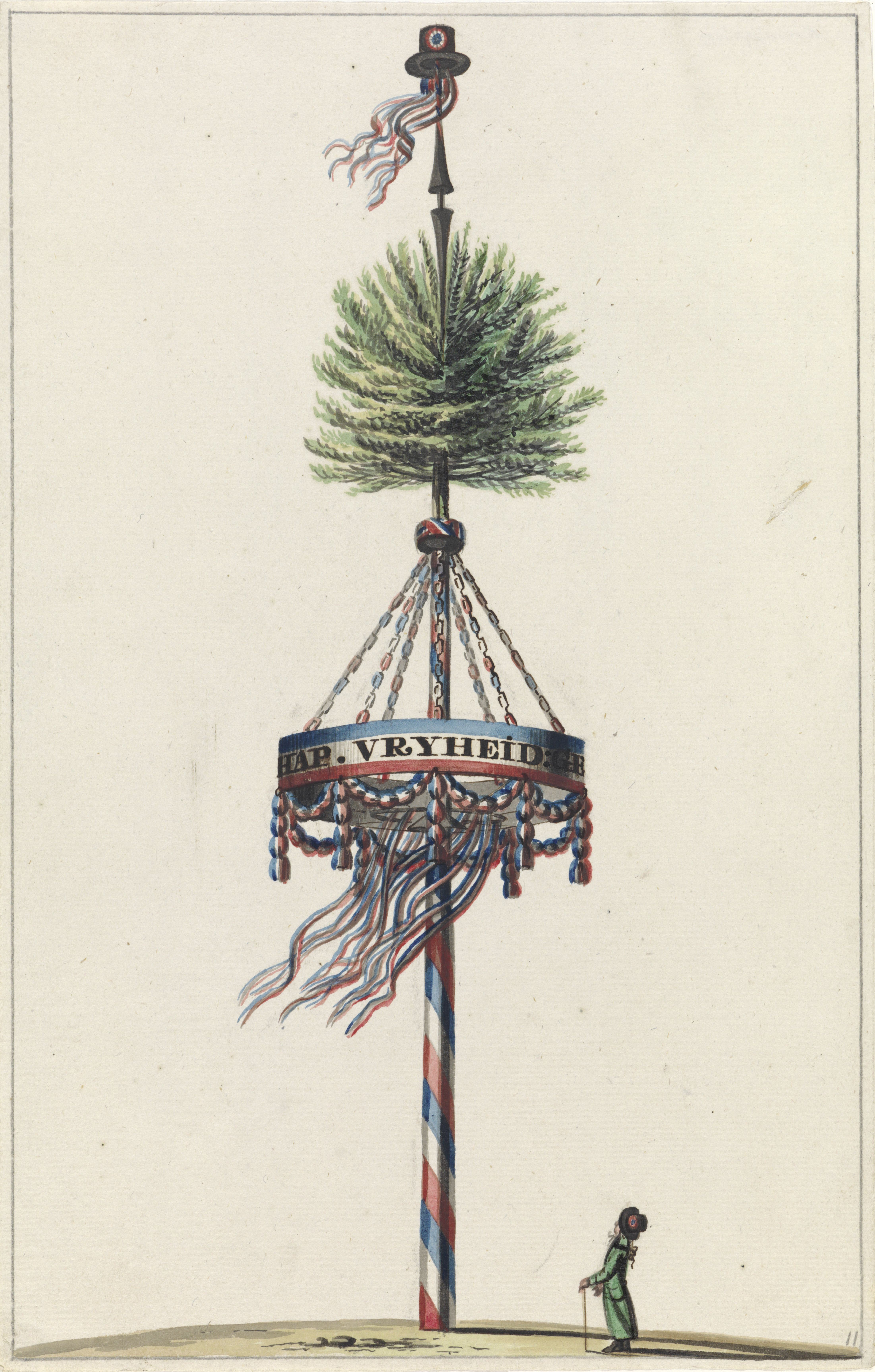
Vrijheidsboom op het Koningsplein, 1795
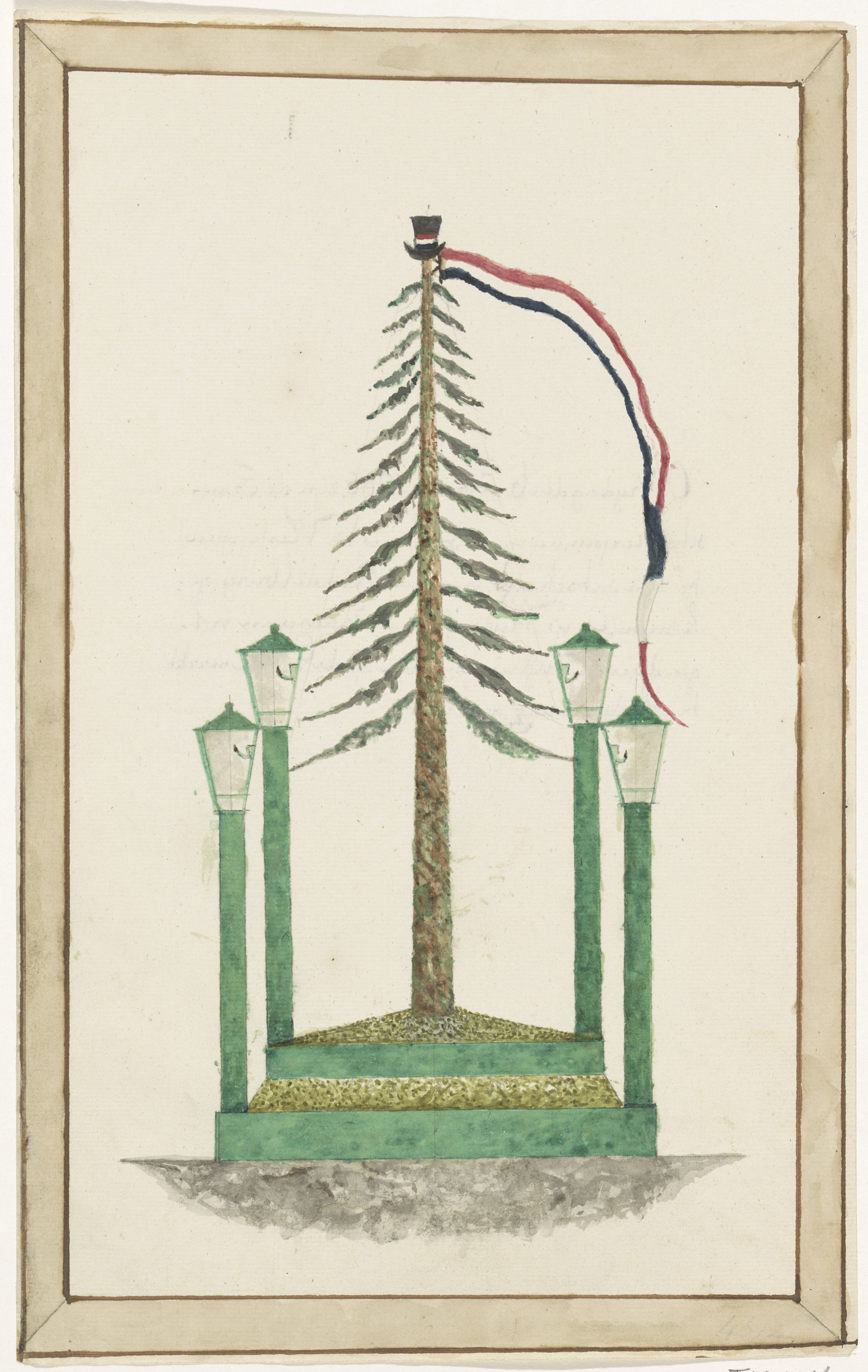
Vrijheidsboom geplant te Middelburg, 1795